# Kurhaus Bad Neuenahr

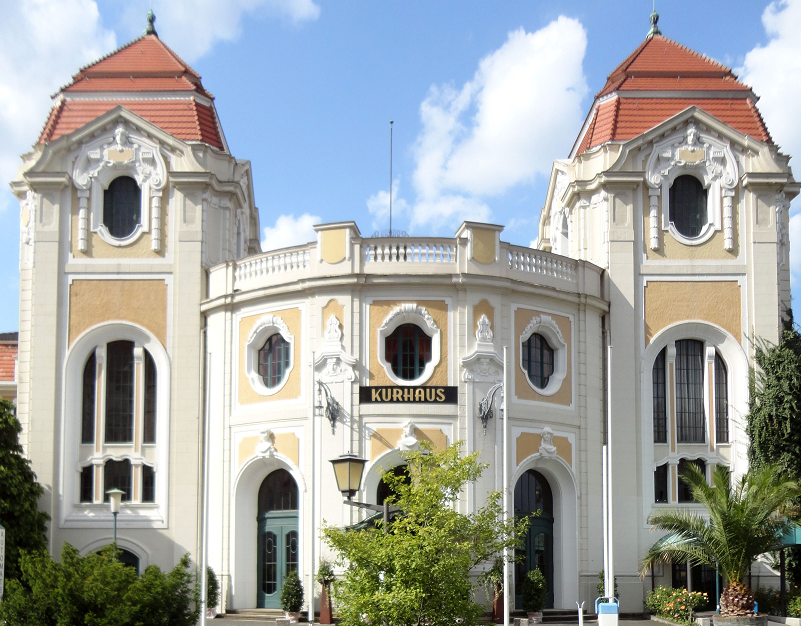
Haupteingang des Kurhauses (2014)

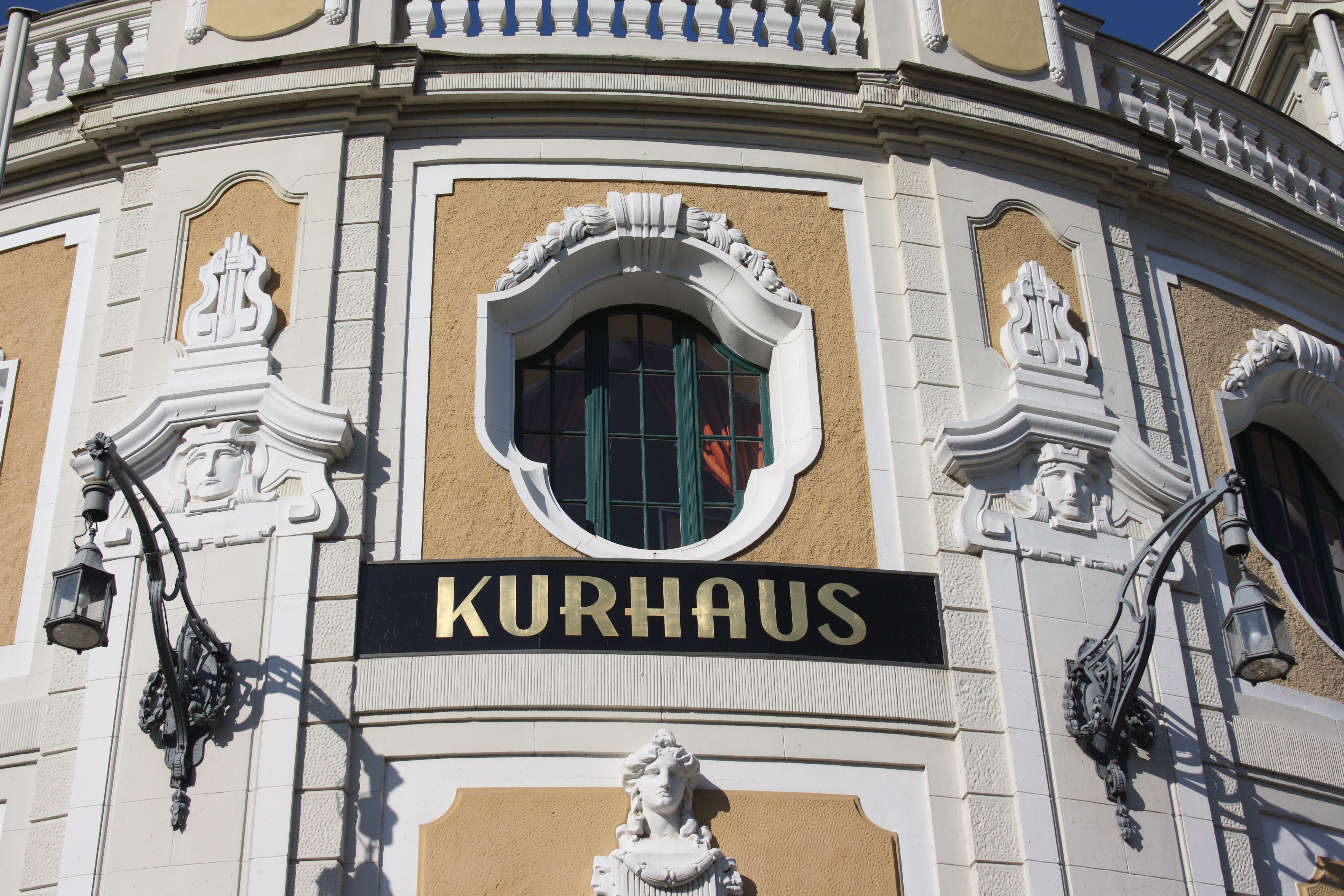
Fassadenschmuck

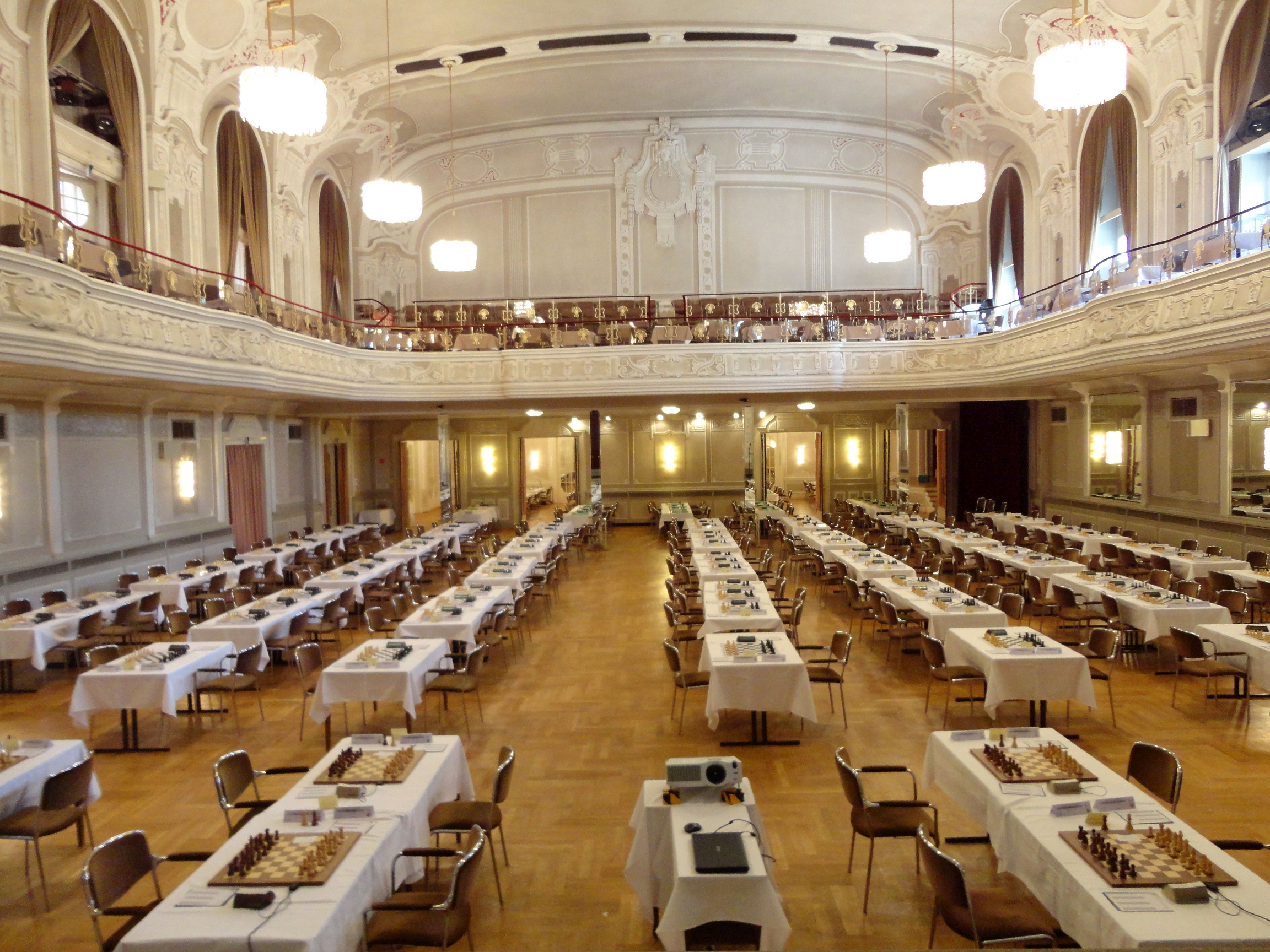
Großer Festsaal im Kurhaus (2014)

Das Kurhaus in Bad Neuenahr, einem Stadtteil von Bad Neuenahr-Ahrweiler im Landkreis Ahrweiler (Rheinland-Pfalz), wurde 1903/05 errichtet. Das Gebäude an der Felix-Rütten-Straße ist ein geschütztes Baudenkmal.

## Geschichte
Das unmittelbar an der Ahr stehende Kurhaus wurde nach Plänen des Kölner Architekten Oscar Schütz 1905 fertiggestellt. Das Gebäude kostete die Aktiengesellschaft Bad Neuenahr eine Million Goldmark. Der große Festsaal verfügt über 700 Parkett- und 300 Balkonplätze. Im Kurhaus befand sich auch die Spielbank Bad Neuenahr und weitere Räume für Kongresse und Festveranstaltungen.
Von 1951 bis 1958 fanden die Bundespressebälle im Bad Neuenahrer Kurhaus statt. Erst nachdem in Bonn die Beethovenhalle fertiggestellt worden war, wechselte der Bundespresseball an den damaligen Regierungssitz.
Bei der Ahr-Flutkatastrophe 2021 wurde das Kurhaus massiv beschädigt. Die Spielbank im Kurhaus wurde im Bahnhof Bad Neuenahr wiedereröffnet.

## Architektur

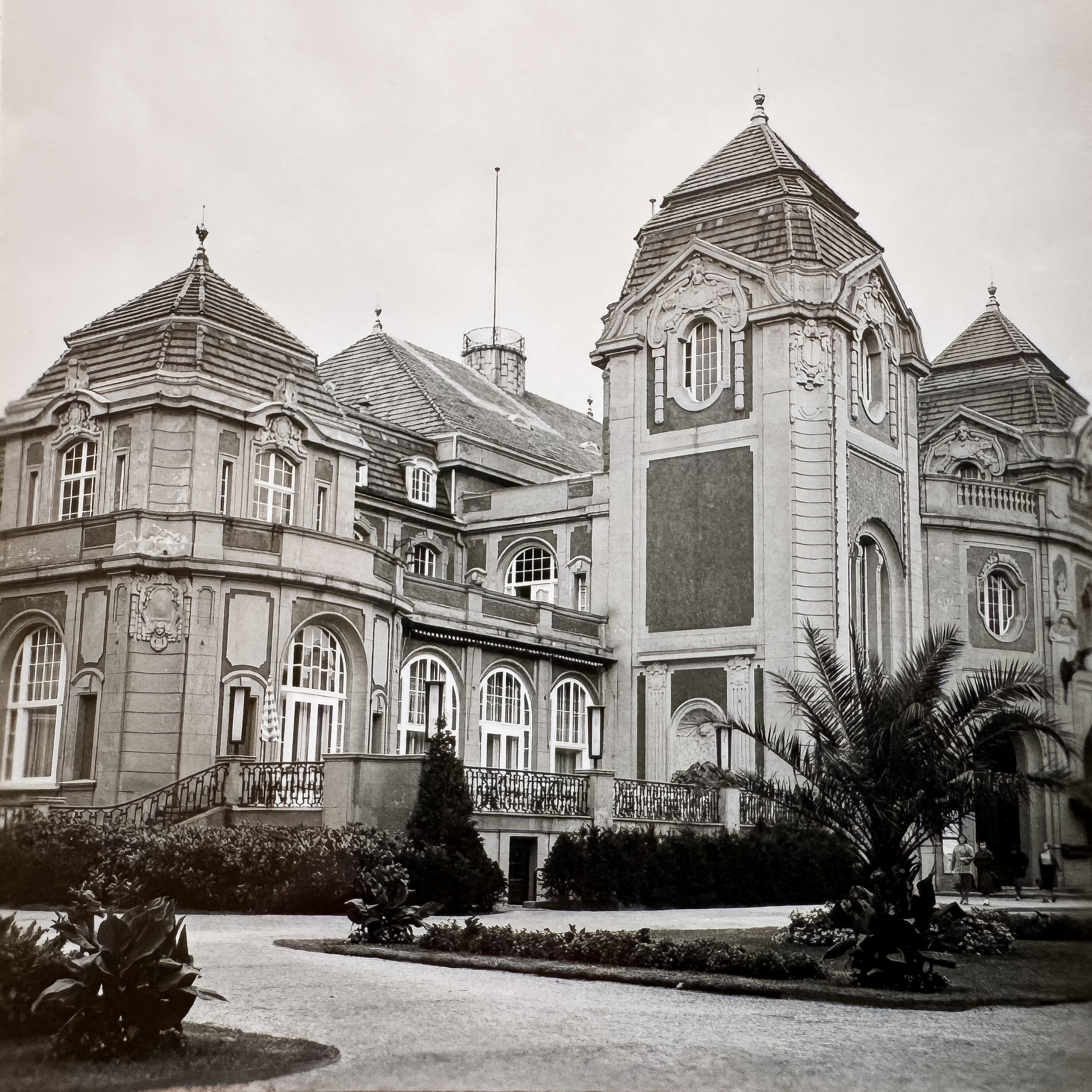
Historisches Foto vom Kurhaus Badneuenahr am 14.8.1957.

Das 170 Meter lange, im Neobarockstil errichtete Kurhaus, war ein Repräsentationsbau, mit dem Neuenahr mit anderen Kurorten wie Baden-Baden konkurrieren wollte. Mittelpunkt des Kurhauses ist der große Fest- und Theatersaal, um den sich die übrigen Räume gruppieren. An der Südseite liegt der Haupteingang mit einer Zweiturmfassade, die in Deutschland bei einem Profangebäude sehr selten anzutreffen ist. Nach einem prächtigen Vestibül führt ein Treppenaufgang zum Foyer mit dahinterliegendem Fest- und Theatersaal. Gartensaal sowie Terrassen in südlicher und westlicher Richtung fügen sich an den zentralen Bau an. Der Kursaal bildet mit dem Ensemble von Musikpavillon, Parkanlage sowie Kursanatorium und -hotel das Zentrum des Heilbades.